# Haackey
HHC Haackey is een Nederlandse hockeyclub uit Haaksbergen.
De club werd opgericht op 18 juni 1973 en speelt op Sportpark Groot Scholtenhagen waar ook een tennis- en atletiekvereniging zijn gevestigd. Haackey heren 1 komt uit in de Vierde klasse van de KNHB. Het eerste damesteam komt uit in de Derde klasse van de KNHB.